# Ogród kieszonkowy Bielefeld w Rzeszowie
Jeden z użytkowników Wikipedii oznaczył tę stronę jako kwalifikującą się do natychmiastowego skasowania.
W najbliższym czasie administratorzy Wikipedii zweryfikują to zgłoszenie.
Jeśli nie zgadzasz się z oceną wikipedysty, wypowiedz się na stronie dyskusji. Autorów prosimy o zapoznanie się z informacjami o najczęstszych powodach usuwania artykułów.
Uzasadnienie: eksperyment edycyjny
Administratorze! Pamiętaj, żeby przed skasowaniem artykułu sprawdzić linkujące, dyskusję i historię zmian (ostatnia zmiana wykonana przez Mateusz Opasiński).
Ogród kieszonkowy w Rzeszowie na osiedlu Pobitno. Na terenie ogrodu kieszonkowego jest plac zabaw i siłownia zewnętrzna. W pobliżu znajduje się przystanek autobusowy.